# Catégorie homotopique des complexes de chaînes
En algèbre homologique, la catégorie homotopique K(A) des complexes de chaînes dans une catégorie additive A est un cadre pour travailler avec des complexes de chaînes et équivalences homotopiques. Elle est un intermédiaire entre la catégorie des complexes de chaînes Kom(A) de A et la catégorie dérivée D(A) de A lorsque A est abélien ; contrairement à la première, c'est une catégorie triangulée, et contrairement à la seconde, sa construction n'exige pas que A soit abélien. Moralement, alors que D(A) transforme en isomorphismes toutes applications de complexes de chaînes qui sont des quasi-isomorphismes dans Kom(A), K(A) effectue la même transformation en quasi-isomorphismes que pour une « bonne raison », à savoir ceux qui ont effectivement un inverse à équivalence d'homotopie près. Ainsi, K(A) est plus compréhensible que D(A).

## Définitions
Soit A une catégorie additive. La catégorie homotopique K(A) est basée sur la définition suivante : si on a des complexes A, B et des applications f, g de A à B, une homotopie de chaîne de f à g est une collection d'applications {\displaystyle h^{n}\colon A^{n}\to B^{n-1}} (et non un morphisme de complexes) telle que
{\displaystyle f^{n}-g^{n}=d_{B}^{n-1}h^{n}+h^{n+1}d_{A}^{n},} ou simplement {\displaystyle f-g=d_{B}h+hd_{A}.}
Cela peut être représenté comme suit :
Si f et g sont homotopes, on dit que {\displaystyle f-g} est homotope à 0. L'ensemble des morphismes de complexes qui sont homotope à 0 forme un groupe additif.
La catégorie homotopique des complexes de chaînes complexes K(A) est alors définie comme suit : ses objets sont les mêmes que les objets de Kom(A), à savoir les complexes de chaînes. Ses morphismes sont les « morphismes de complexes modulo homotopie » : c'est-à-dire qu'on définit une relation d'équivalence
{\displaystyle f\sim g\ } si f est homotope à g
et on définit
{\displaystyle \operatorname {Hom} _{K(A)}(A,B)=\operatorname {Hom} _{Kom(A)}(A,B)/\sim }
le quotient par cette relation ; il en résulte une catégorie additive.
Un morphisme {\displaystyle f:A\rightarrow B} qui est un isomorphisme dans K(A) s'appelle une équivalence d'homotopie. Cela signifie qu'il existe une autre application {\displaystyle g:B\rightarrow A}, tel que les deux compositions soient homotopes à l'identité : {\displaystyle f\circ g\sim Id_{B}} et {\displaystyle g\circ f\sim Id_{A}} .
Le nom « homotopie » vient du fait que les applications homotopes d'espaces topologiques induisent des applications homotopes (au sens ci-dessus) de chaînes singulières.

## Remarques
Deux applications homotopes de chaîne f et g induisent les mêmes applications en l'homologie car (f − g) envoie les cycles sur des bords, qui sont nulles en homologie. En particulier une équivalence d'homotopie est un quasi-isomorphisme. (La réciproque est fausse en général.) Cela montre qu'il existe un foncteur canonique {\displaystyle K(A)\rightarrow D(A)} sur la catégorie dérivée (si A est abélien).

## Généralisation
Plus généralement, la catégorie homotopique Ho(C) d'une catégorie différentielle graduée C est définie comme ayant les mêmes objets que C, mais les morphismes sont définis par {\displaystyle \operatorname {Hom} _{Ho(C)}(X,Y)=H^{0}\operatorname {Hom} _{C}(X,Y)}. (Cela revient à l'homotopie des complexes de chaînes si C est la catégorie des complexes dont les morphismes n'ont pas à respecter les différentielles).